# NaK
NaK (frequentemente nomeada e pronunciada como "sack") é uma liga de sódio (Na) e potássio (K), e particularmente é líquida a temperatura ambiente. É comercialmente disponível em várias graduações. NaK é altamente reativa com ar ou água, e deve ser manuseada com precauções especiais. Quantidades tão pequenas como um grama podem ser um risco de fogo ou explosão.

## Propriedades físicas
Ligas com potássio entre aproximadamente 40% e 90% de potássio em peso são líquidas a temperatura ambiente. A mistura com o mais baixo ponto de fusão (a mistura eutética), consiste de 78% de potássio e 22% de sódio, é líquida de −12.6 a 785 °C, e tem uma densidade de 866 kg/m³ a 21 °C e 855 kg/m³ a 100 °C.

## Usos

### Como refrigerante
Um uso notável é como fluido refrigerante em reatores de nêutrons rápidos. Diferentemente de instalações comerciais, estes são frequentemente desligados e desabastecidos. O uso de chumbo ou sódio puro, os outros materiais usados em reatores práticos, requerem contínuo aquecimento para manter o fluido refrigerante como um líquido. O uso de NaK burla isto. NaK é usado em muitas outras aplicações de transferência de calor por razões similares.
O radar soviético em satélites RORSAT era alimentado por um reator refrigerado por NaK. Apesar de uma larga faixa de temperatura no estado líquido, NaK tem uma muito baixa pressão de vapor, importante no vácuo do espaço. Alguns dos fluidos refrigerantes tem sido perdidos e estas gotas de NaK constituem um significativamente perigoso detrito espacial.[carece de fontes?]

## Em catálise
NaK é também usado como um catalisador para muitas reações, incluindo precursores do ibuprofeno.

## Como dessecante
Tanto sódio e potássio são usados como dessecante na secagem de solventes para destilação. Entretanto, sem aquecimento, o metal sólido é somente hábil para reagir superficialmente. Formação de crostas de óxido também ajudam a reduzir a reatividade. Como uma liga metálica líquid a temperatura ambiente, o uso de NaK como um dessecante ajuda a evitar este problemas.
Logicamente, assim como os metais que o compõe, não pode ser usado como desssecante em solventes que apresentam reatividade tanto com o sódio quanto com o potássio, como o etanol, o qual forma etanolatos.